# Симах
Симах (лат. Symmacus; ? — 19 липня 514) — п'ятдесят перший папа Римський (22 листопада 498—19 липня 514), народився на Сардинії в родині Фортуната. Того ж дня, що й Симах меншістю, яка симпатизувала візантійській церкві, був обраний папою Лаврентій, настоятель церкви Санта Прасседе у Римі. Обрання Лаврентія підтримував імператор Східної Римської імперії Анастасій I, прихильником Симаха король готів Теодоріх Великий.
У 501 році прихильник Лаврентія сенатор Фестус звинуватив папу Симаха у співжительстві з жінкою. Синод, скликаний Теодоріхом, ухвалив рішення, згідно з яким папа не підлягає суду людей, але є відповідальним лише перед Божим судом.